# 除田
除田（じょでん）は、中世初期の公田や荘園において年貢や公事などの納付の義務から免除された土地のこと。
主に常荒田や損田など災害などで耕作が出来なくなった土地や寺田・神田など宗教・祭祀の経費に充てられる土地、荘官や工匠などが耕作・管理する土地、灌漑施設などの維持運営に充てられる土地などが対象とされた。